# Behesht-e Zahra

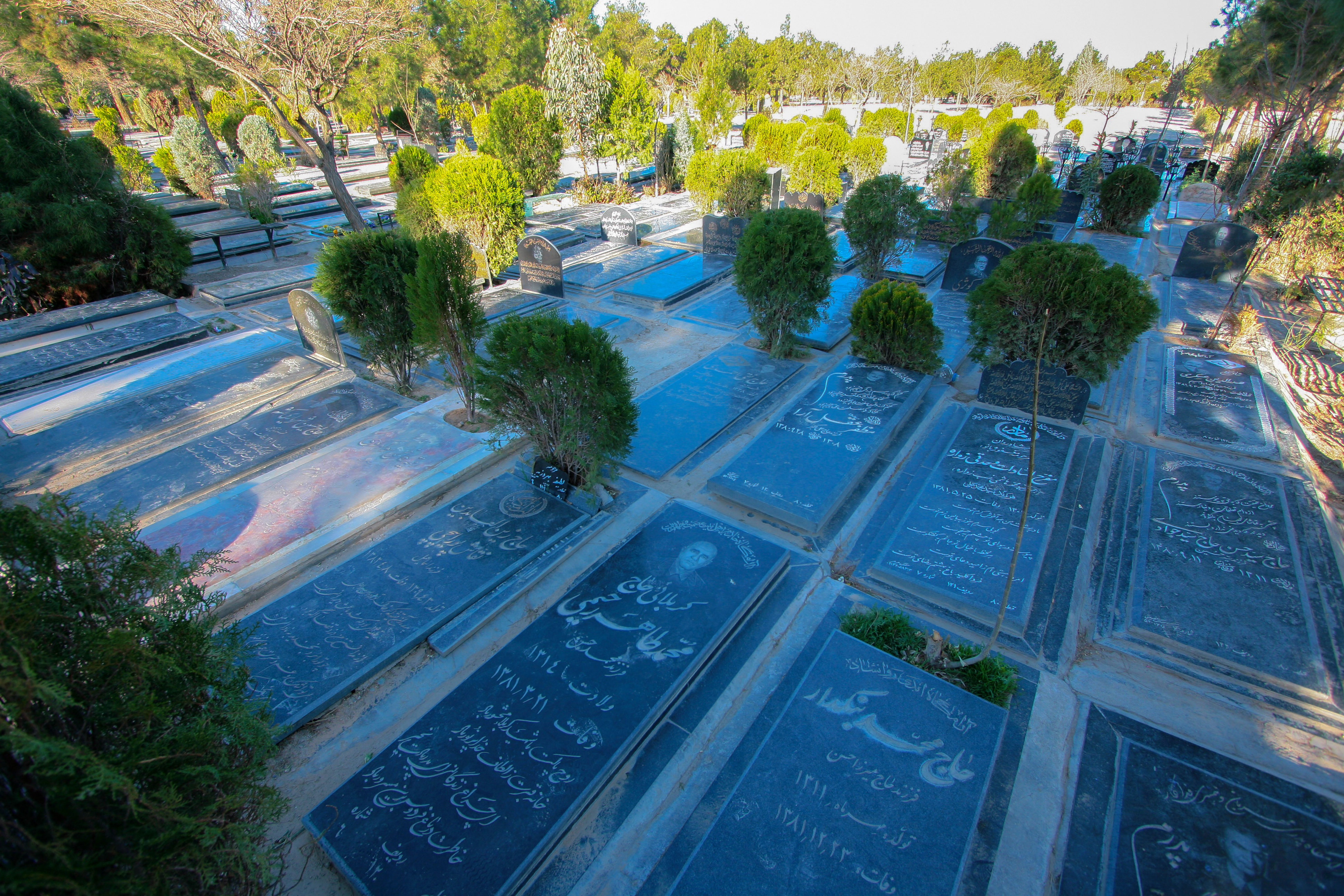
Behesht-e Zahra begravningsplats.

Behesht-e Zahra (persiska: بهشت زهرا, Zahras paradis) är den största begravningsplatsen i Iran och ligger i södra Teheran. Den är ansluten till huvudstaden genom Teherans röda tunnelbanelinje och den närmsta stationen är Haram-e Motahhar.

## Bildgalleri

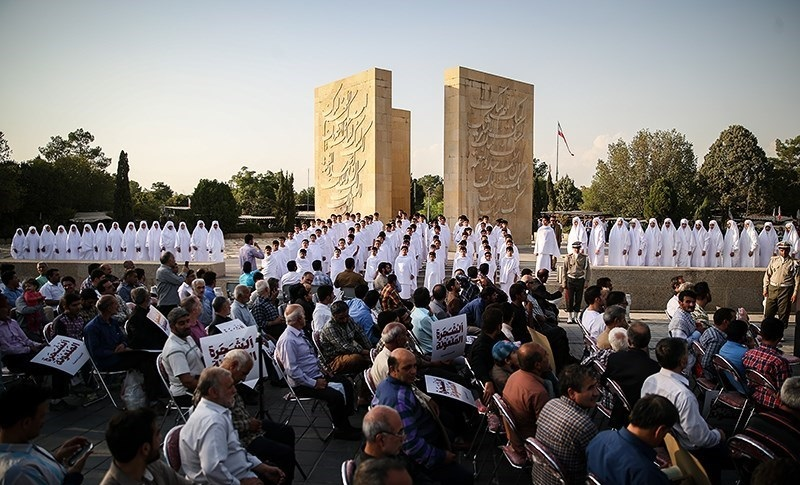
Internationella ihågkommelsen av hajjs och Minas martyrer från år 2015.
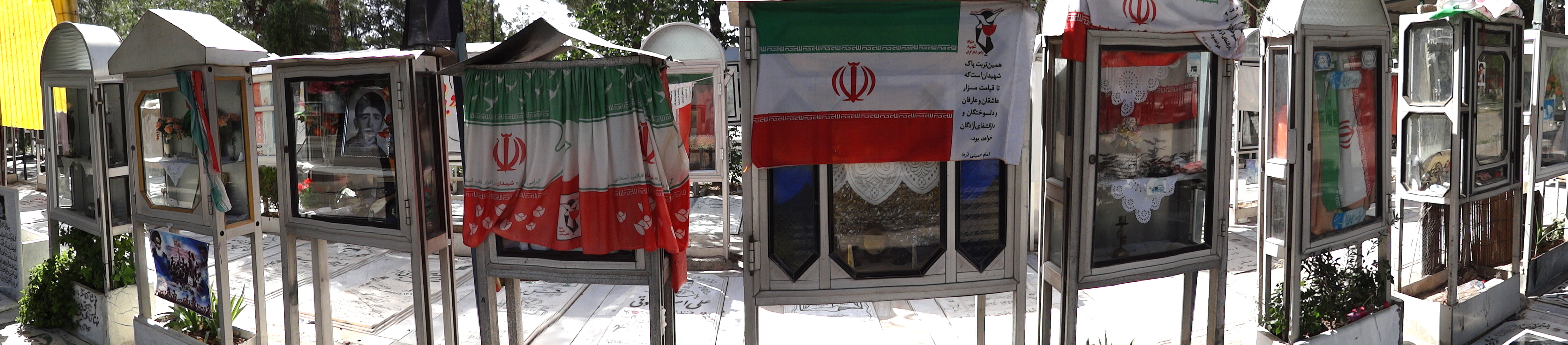
Gravar tillhörande martyrer från Iran-Irak-kriget.
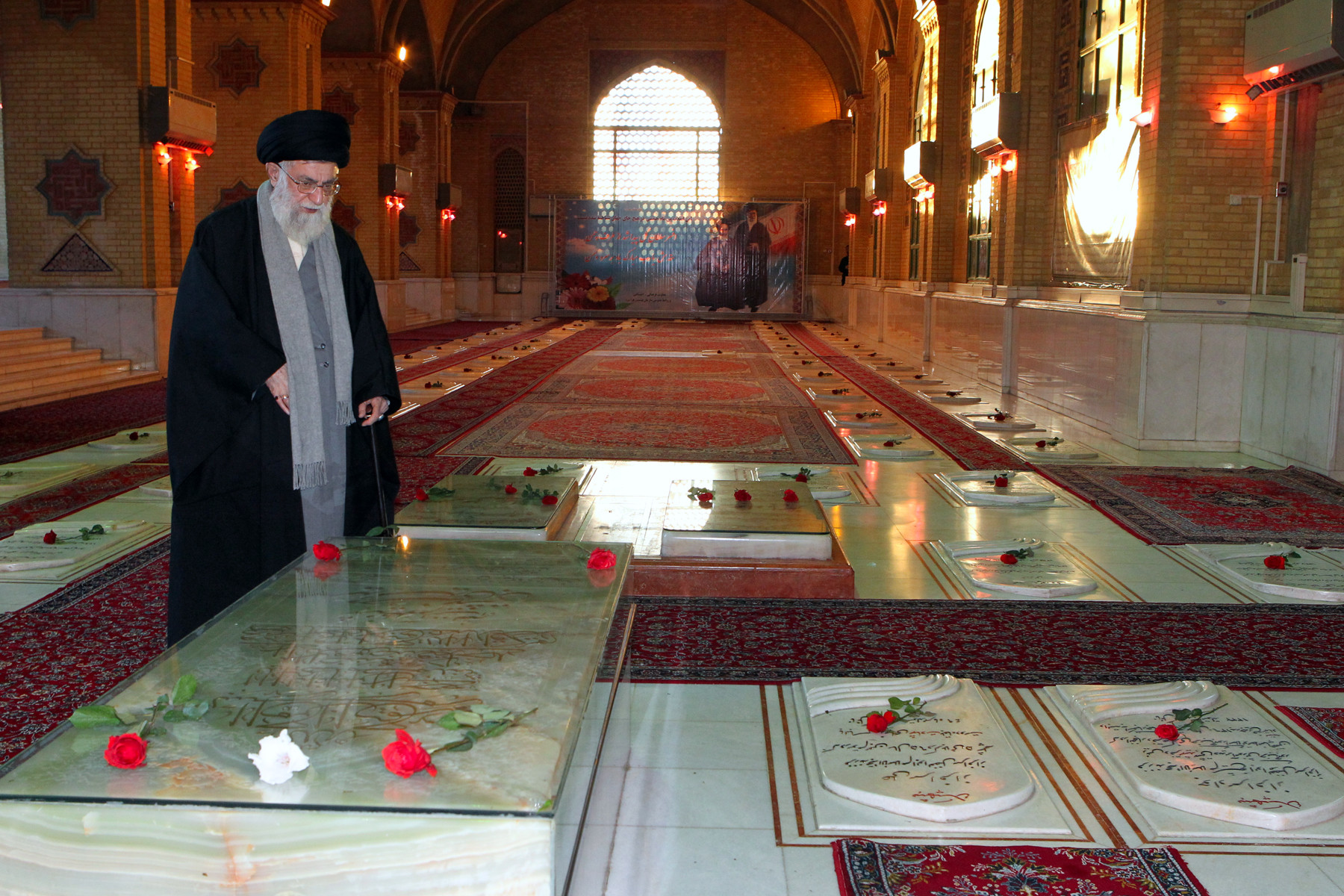
Ayatolla Khamenei besöker gravar tillhörande martyrer från Haft-e Tir-bombningen.
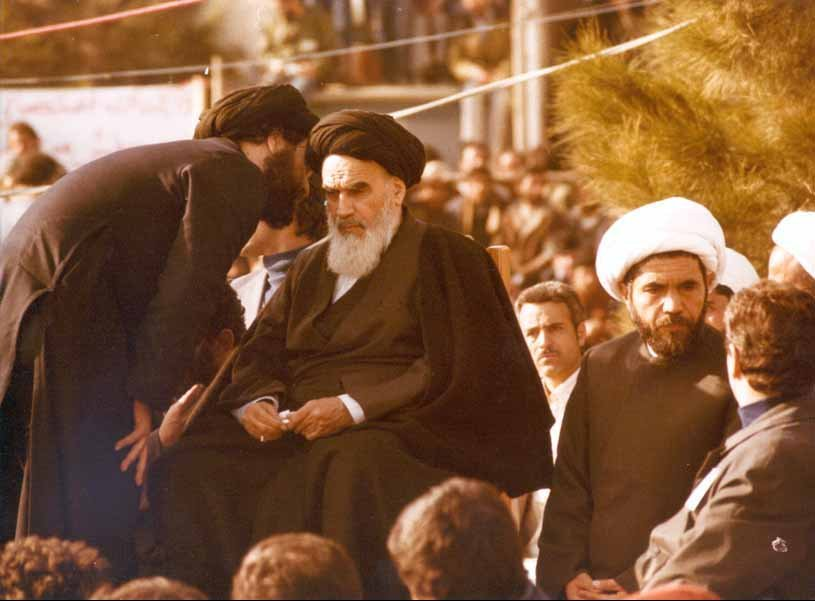
Ayatolla Khomeini höll sitt första tal i Behesht-e Zahra till det iranska folket då han kom till landet efter att ha varit i exil.